# Цветан Генев
Цветан Генев-Цеко е български футболист.

## Биография
Роден през 1898 г. е в град Шумен, но семейството му скоро след това се премества да живее в София. Син е на генерала от Балканската война Никола Генев.
Цветан Генев е един от основателите на Левски (София), а от 1915 г. е негов основен нападател.
За Левски играе от 1915 до 1927 г., общо 13 сезона. Дебютира на 16 години, 4 месеца и 18 дни на 1 април 1915 г. в приятелски мач срещу Славия (0:1). Има 54 мача и 53 гола в шампионата и над 100 международни и приятелски срещи. Вицешампион на България през 1925 г. Столичен шампион 3 пъти: през 1923, 1924 и 1925 г. За „А“ националния отбор записва 3 мача. Участник е в VIII летни олимпийски игри в Париж.
Генев е играч с много добра техника и висока резултатност. Вдъхновител на отбора в онези години.
Състезател и треньор във Франция. Играл е за парижкия „Ред Стар“. По време на престоя си във Франция е и кореспондент на в-к „Спорт“.
Треньор на Левски през 1932/33 г. През този сезон клубът за първи път става шампион и носител на купата на страната на България. Член на управителния съвет на Левски. Ръководил е и националния отбор.